# Saint-Loup-de-Varennes
Saint-Loup-de-Varennes é uma comuna francesa na região administrativa de Borgonha-Franco-Condado, no departamento Saône-et-Loire. Estende-se por uma área de 8,29 km². Em 2010 a comuna tinha 1 209 habitantes (densidade: 145,8 hab./km²).